# Hephzibah (Géorgie)
Hephzibah est une ville américaine située dans le comté de Richmond, en Géorgie. Selon le recensement de 2020, sa population est de 3 830 habitants.

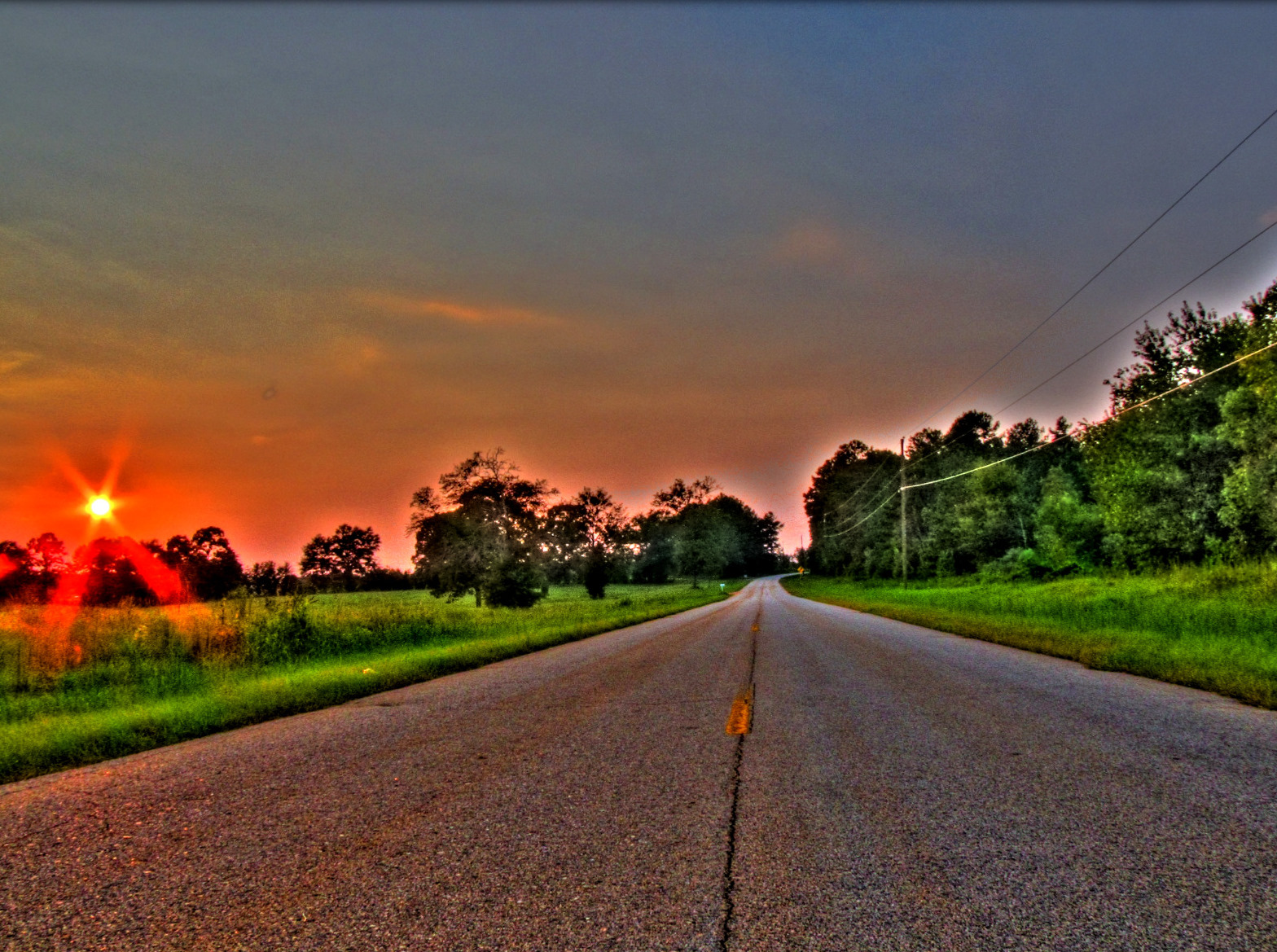
Vue du coucher de soleil depuis Fulcher Road à Hephzibah